# Stagecoach (Texas)
Stagecoach é uma cidade  localizada no estado norte-americano de Texas, no Condado de Montgomery.

## Demografia
Segundo o censo norte-americano de 2000, a sua população era de 455 habitantes.
Em 2006, foi estimada uma população de 517, um aumento de 62 (13.6%).

## Geografia
De acordo com o United States Census Bureau tem uma área de
3,0 km², dos quais 2,9 km² cobertos por terra e 0,1 km² cobertos por água.

## Localidades na vizinhança
O diagrama seguinte representa as localidades num raio de 20 km ao redor de Stagecoach.